# BB 300
Les BB 300 sont 55 anciennes locomotives électriques de la SNCF.
Une première sous-série (301 à 324) est issue de la compagnie du PO-Midi tandis que la seconde sous-série (325 à 355) est commandée directement par la SNCF. Elles sont conçues sur la base des BB Midi et des BB 900. Après une carrière essentiellement dédiée à la traction de trains de marchandises sur les lignes du Sud-Ouest et du Massif Central, 43 d'entre elles sont transformées en machines de manœuvres, intervenant dans les gares et les triages. Les dernières unités sont réformées en 1998. En 2021, trois unités sont préservées, dont la BB 348 en livrée béton à bandeaux orange.

## Historique
C'est le 24 avril 1936 que la compagnie du PO passe commande à Alsthom de vingt-quatre locomotives mixtes (marchandises-voyageurs) dans le cadre de l'électrification de la ligne de Tours à Bordeaux. Les engins s'inspirent des BB Midi et des BB 100 de l'État. La plupart des exemplaires sont construits par Alsthom, mais sept unités sortent des usines berlinoises de Siemens qui intervient comme sous-traitant au titre des réparations de la Première Guerre mondiale ; leur mise en service intervient en mai 1938 et juin 1939 pour le compte de la SNCF.
Le marché d'une seconde sous-série, passé le 1er septembre 1940, est réparti entre Alsthom (20 unités) et MTE (onze unités). Les locomotives, initialement destinées à la ligne Paris — Lyon, puis à celle de Brive à Montauban, sont livrées entre 1946 et 1948.

## Caractéristiques

### Première sous-série (BB 301-324)

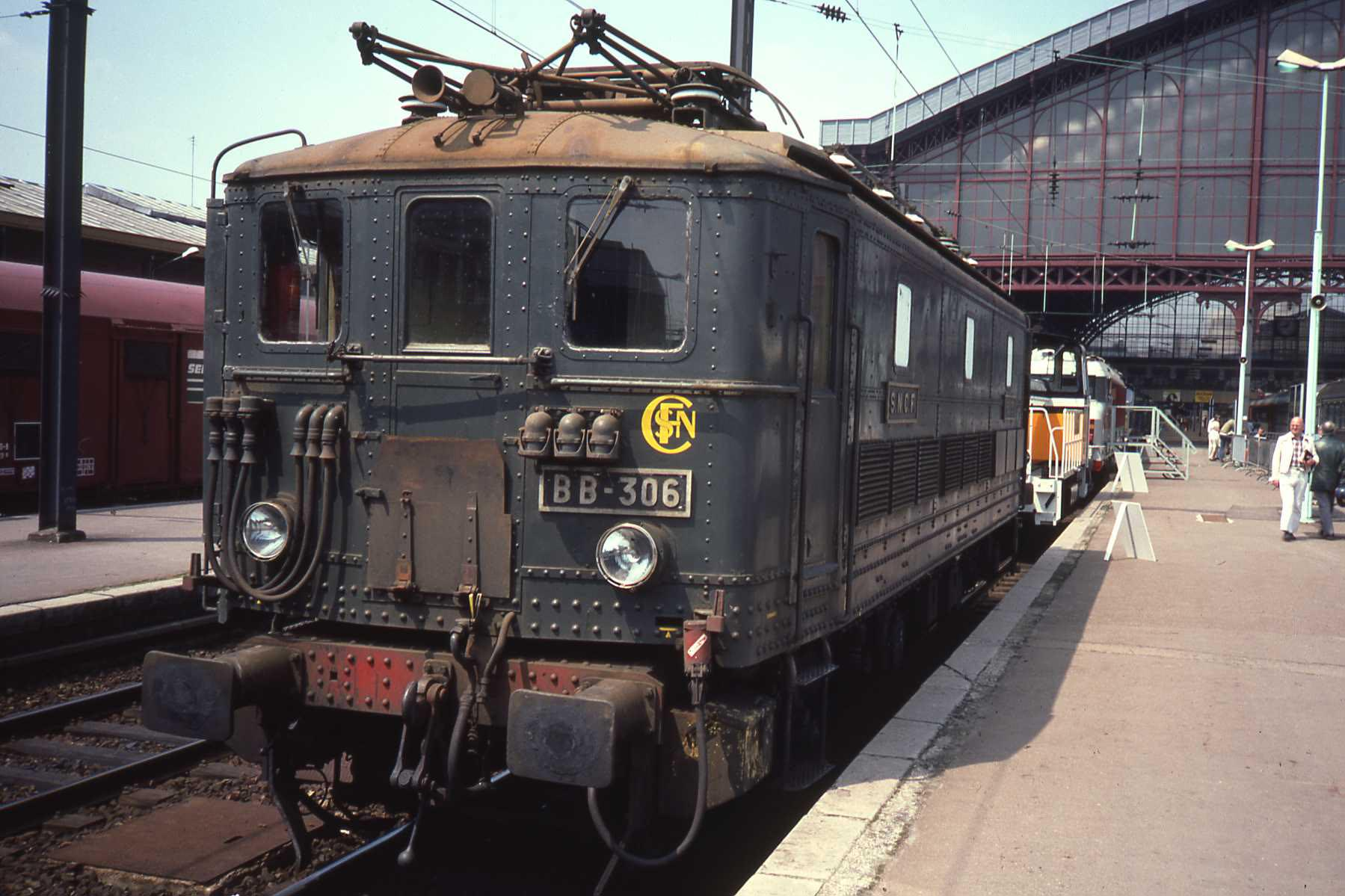
La BB 306 lors d'une exposition en gare de Lille-Flandres

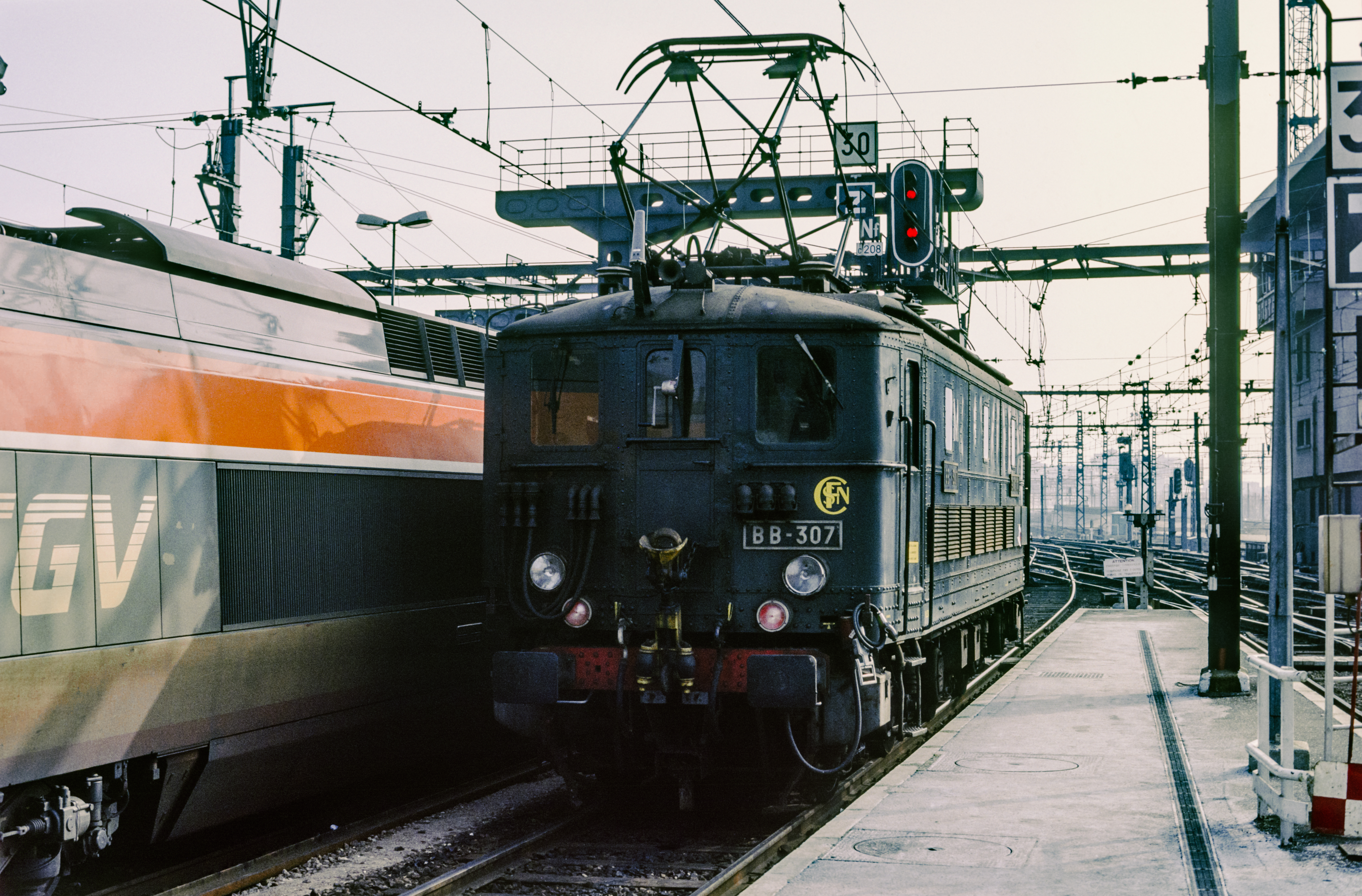
La BB 307 à la remonte en février 1986, Paris Gare de Lyon

La conception générale et les équipements électriques de ces locomotives ont de grandes similitudes avec ceux des BB 900, avec deux bogies bimoteurs attelés entre eux et portant à leurs extrémités les organes de tamponnement et d'attelage. De ce fait, les efforts supportés par la caisse sont moindres et il est possible de l'alléger.
Elles ont une puissance continue de 1 240 kW et une masse de 80 t. Elles sont autorisées à circuler à 105 km/h, grâce à une transmission faisant appel à des anneaux élastiques qui réduisent les vibrations et les chocs transmis par les voies. Elles sont aptes à la conduite en unités multiples jusqu'à trois locomotives.
La livrée fait appel au vert foncé (dit extérieur) puis à partir de 1962, au vert celtique même après transformation en locomotives de manœuvre.

### Seconde sous-série (BB 325-355)

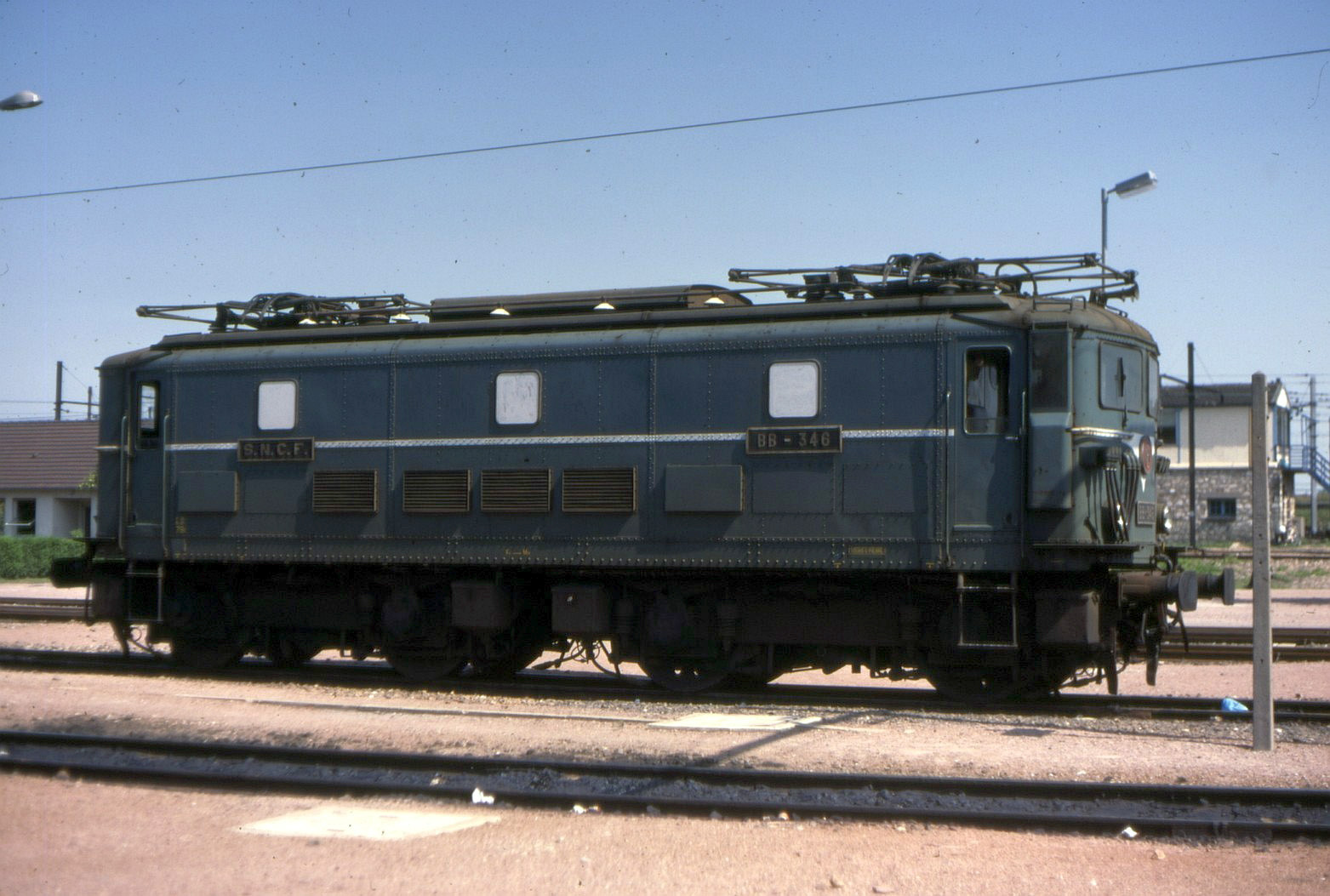
BB 346 modernisée au dépôt de Juvisy en août 1983. L'éclairage rasant fait ressortir la construction rivetée de la caisse avec rivets apparents

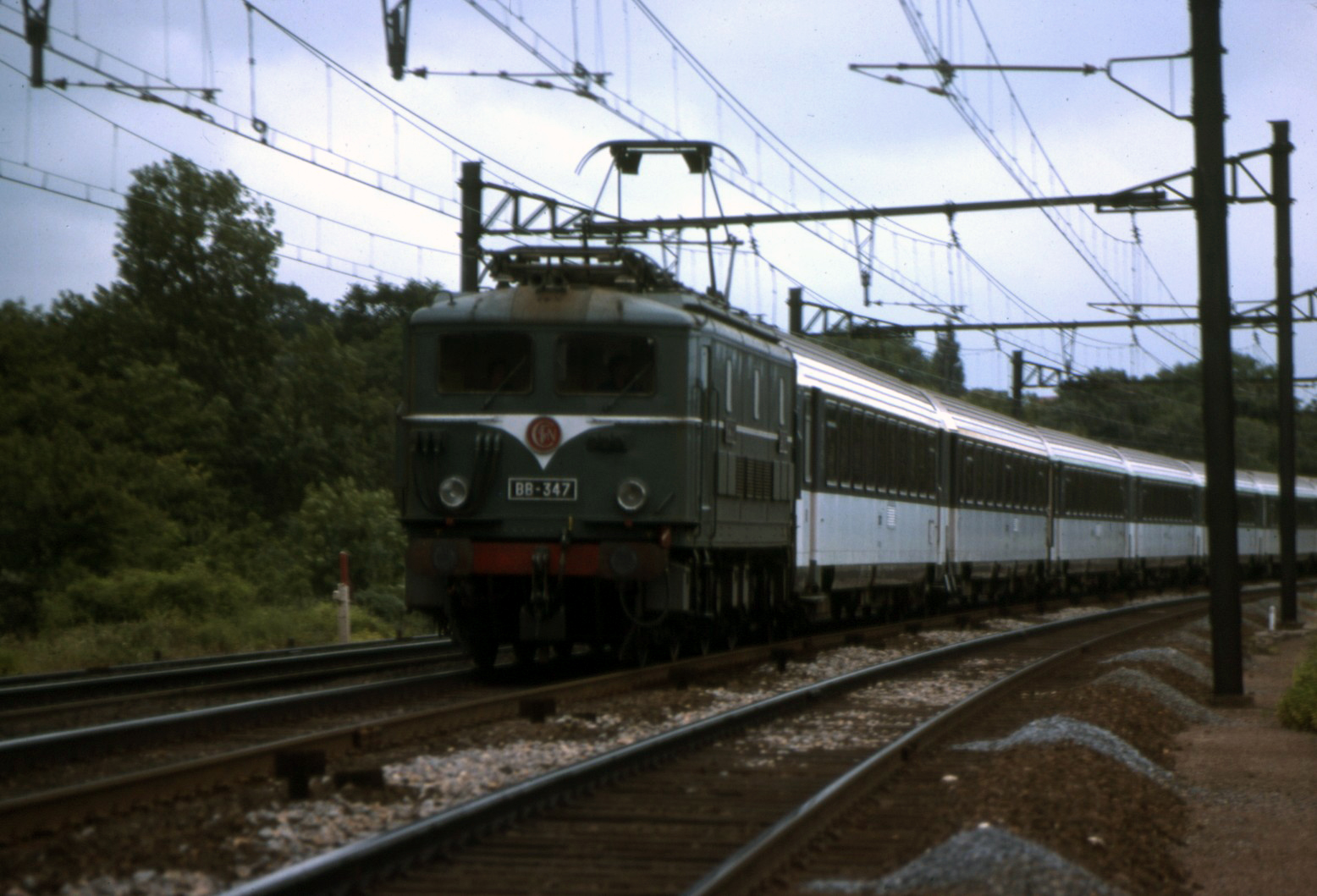
BB 347 en tête d'une remonte Corail Brétigny-Paris-Austerlitz - 7.78

Bien que construites sur le même schéma, de dimensions et de masse égales à la précédente, cette sous-série présente plusieurs différences. Les moteurs sont d'un type nouveau (M1S) procurant à la locomotive un léger surcroît de puissance continue (1 260 kW). Toutefois, les locomotives sont construites à une époque où l'usage du cuivre est contingenté : leur câblage fait appel à de l'aluminium isolé dans des gaines de coton ou de caoutchouc, moins performant et cause d'une fiabilité en régression. Les progrès de l'électrotechnique autorisent un fonctionnement plus souple mais les modifications apportées en ce domaine interdisent la circulation en unité multiple avec les unités de la première sous-série. Elles peuvent cependant être couplées entre elles et des unités doubles sont fréquemment utilisées.
Entre 1967 et 1971, cette sous-série fait l'objet d'importantes modifications esthétiques : les faces frontales sont remodelées avec suppression de la porte d'intercirculation, remplacement des trois petites baies par deux plus grandes ce qui consolide la paroi frontale. Le câblage est refait en cuivre isolé au PVC. Les locomotives abandonnent alors la livrée « vert celtique » pour une décoration « vert bleuté foncé » avec des moustaches et des bandes blanches. Deux exemplaires (337 et 348) adoptent plus tard la « livrée béton » grise à bandeaux orange lorsqu'elles sont transformées en machines de manœuvre.

## Carrière

### Services

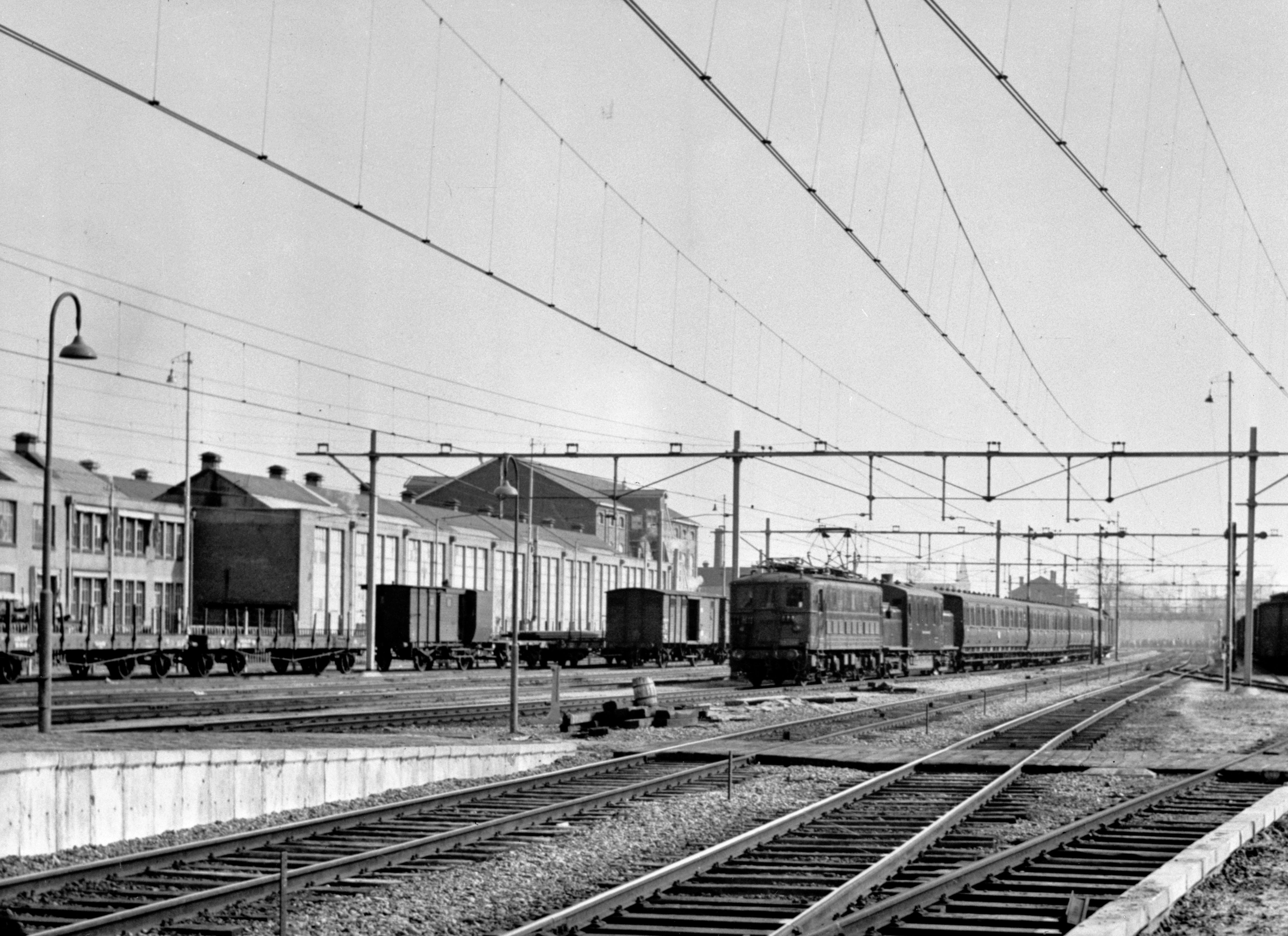
Une BB 300 aux Pays-Bas.

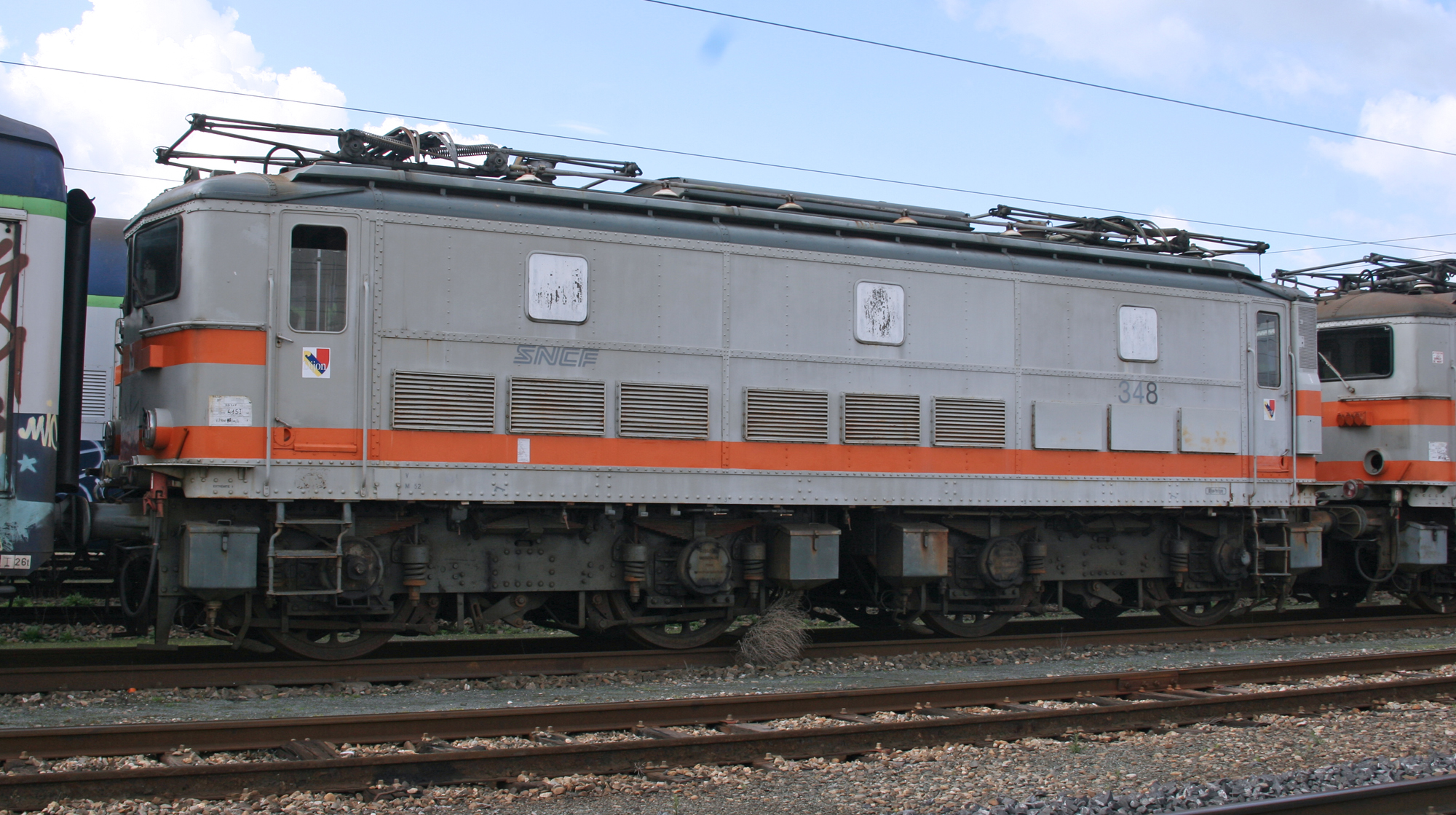
Fin de carrière en livrée béton pour la BB 348.

Les locomotives sont d'abord immatriculées E 241 à 264. Les premières unités mises en service remorquent des trains de marchandises, de messageries ou des rames de voyageurs sur de faibles parcours, sur la ligne Paris — Bordeaux. Si plusieurs unités sont endommagées par des bombardements pendant la seconde Guerre mondiale, seule la E 258 est détruite au triage des Aubrais en mai 1944. À la fin du conflit, les locomotives reprennent les mêmes attributions. À partir de 1948, les engins de le seconde sous-série (BB 325-355) interviennent eux aussi sur les mêmes lignes et les mêmes types de trains mais elles figurent aussi en tête de trains de pèlerins entre Valenton et Bordeaux. Onze exemplaires de la première sous-série sont loués aux Nederlandse Spoorwegen entre 1949 et 1951, dans l'attente de la livraison par Alsthom des 1100 (BB 8100 modifiées) en cours de construction ; ils effectuent ce séjour aux Pays-bas par roulement, le nombre de locomotives détachées simultanément ne dépassant pas six,.
Au 1er janvier 1950, les locomotives de la première sous-série sont renumérotées BB 301-324, le numéro 318, correspondant à la locomotive détruite, n'est pas attribué. Elles sont alors affectées de préférence à la desserte de la transversale Ax-les-Thermes — Toulouse — Dax — Bayonne. La mise en service des BB 8500 entraîne leur départ vers les lignes du Massif Central autour de Limoges. Elles remontent jusqu'à Vierzon, souvent par trois en unités multiples (UM3). Les BB 325-355, pour leur part, restent fidèles aux lignes de plaine du Sud-Ouest et remontent leurs trains en UM2 jusqu'à Valenton.

À partir de 1977, 21 exemplaires de la première sous-série sont transformés en machines de manœuvre et affectés à divers dépôts. À partir de 1982, c'est au tour de 22 unités de la seconde sous-série de subir les mêmes transformations et les mêmes types d'affectations. Les radiations s'échelonnent de 1982 à 1997 pour les premiers numéros, la BB 322 ayant parcouru plus de 4 900 000 km. Les locomotives de la seconde sous-série sont radiées entre 1985 et 1998, avec un kilométrage maximum de plus de 3 900 000 km à l'actif de la BB 327.

### Dépôts titulaires
Ce sont au total quatorze dépôts qui comptent les BB 300 à leurs effectifs sur l'ensemble de la carrière de la série, dont les premiers exemplaires, en 1938, sont affectés au dépôt de Tours-Saint-Pierre-des-Corps alors les dernières locomotives sont radiées, en 1998, au dépôt de Vénissieux. Au milieu des années 1980, les BB 300 sont réparties dans huit établissements différents.

## Machines conservées (2022)
- les BB 327 et 346 au Musée du Chemin de Fer de Nîmes depuis le 12 juin 2015
- la BB 348 à Mohon, annexe Cité du train.

## Modélisme
Cette locomotive a été reproduite en HO par la firme Roco ainsi qu'en petite série par la marque française Carmina (en laiton).